# حي البستان (القدس)

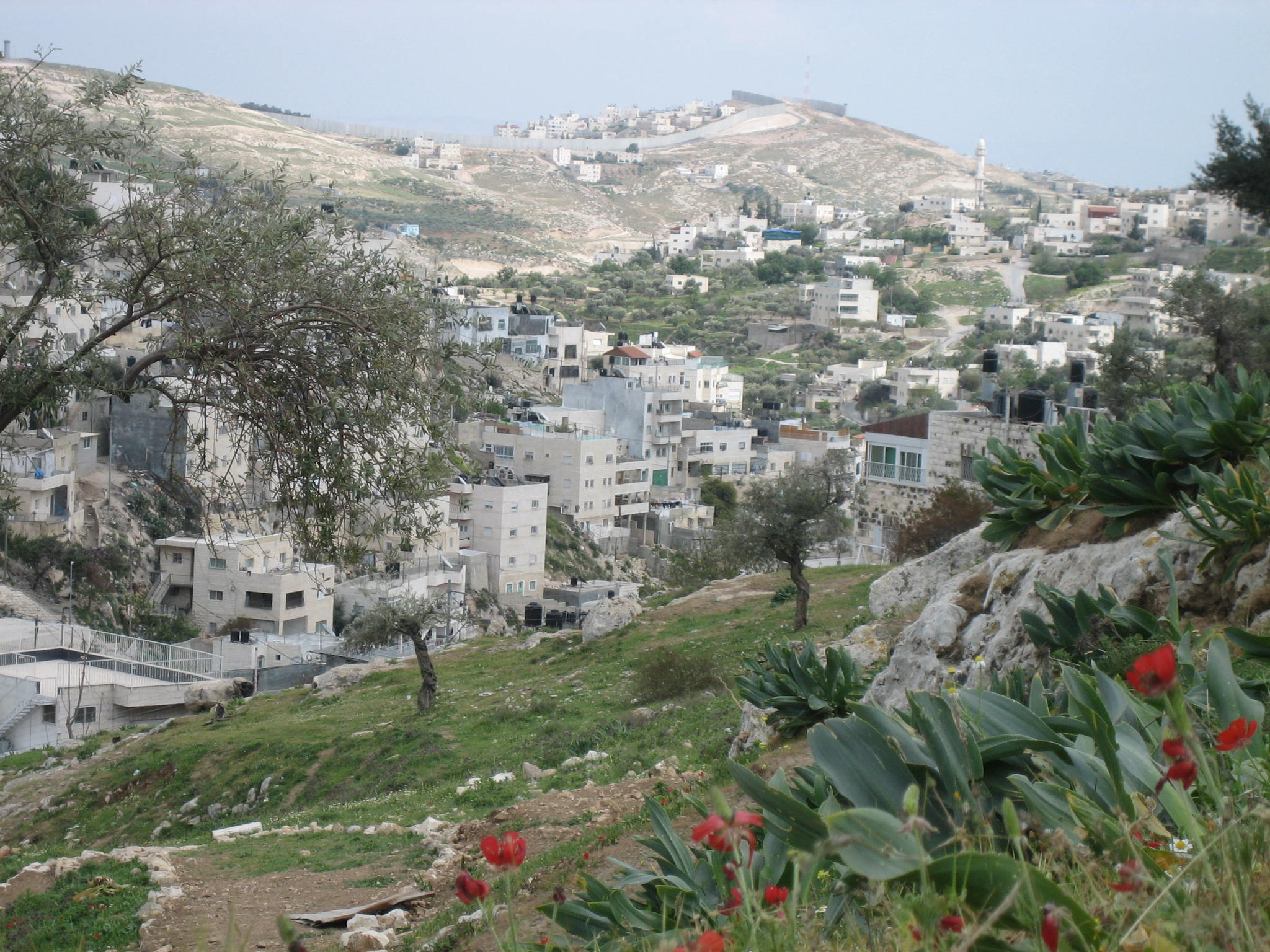
منظر لبلدة سلوان من أعلى التلال الواقعة أسفل حي أبو طور في القدس، ويظهر الجدار الإسرائيلي العازل بوضوح.

حيّ البستان هو حيّ مقدسيّ في بلدة سلوان الموجودة في جنوبيّ المسجد الأقصى. يقع بين حيّ وادي حلوة والحديقة الوطنيّة المقامة على أراضي سلوان. الحيّ مهدّد بالهدم منذ عام 2005 بحجّة بناء حديقة قوميّة مكانه.

## سبب التسمية
استُخدم الحيّ حتّى عام 1967 لزرع أشجار الفاكهة ولهذا كان اسمه حيّ البستان.

## تشييد البيوت في الحيّ
بحسب المخطّط العمرانيّ (ع.م\9) عُرّف وادي البستان منطقة مفتوحة يُمنع البناء فيها، ولم تُشمل أي مبانٍ في المخطط باستثناء مبانٍ معدودة كانت قائمة فيه عام 1976.
على مرّ السنوات صودق البناء في بعض المناطق في سلوان، إلّا أنه لم يُصادق على توسيع الحيّ ولم تُعطَ إمكانية البناء فيه رغم ازدياد عدد السكان وارتفاع الحاجة لزيادة عدد المباني، الأمر الّذي دفع أهل الحيّ ومالكي أرضه إلى البناء فيه وتحويله إلى منطقة سكنيّة بدلًا من زراعيّة.
معظم المباني الّتي بُنيت في الحيّ بُنيت في سنوات الثمانين، ويسكن الحيّ إلى يومنا هذا نحو 90 منزلَا سكنيًا بُنيت بلا ترخيص بناء رسميّ.

## السكّان
يسكن الحيّ نحو ألف حتّى ألف وخمسمائة شخص ويواجهون أوامر هدم صدرت ضدّ بيوتهم. لا يمكن للسكّان توسيع منازلهم كما لا يمكنهم تشييد بيوت إضافيّة على أراضيهم أو تعزيز البنى التحتيّة أو بناء مرافق عامّة.

## مخطّط الحيّ الإسرائيليّ
الادّعاء الإسرائيليّ أن الحيّ يقع على حديقة توراتيّة، إلّا أن موقع وطابع الحديقة التوراتيّة غير معروفين تمامًا حيث لا يحوي حيّ البستان أي آثار أو علامات تدلّ على الموقع ذاته. هذا المخطّط يأتي ضمن ما يسمّى بالـ«حوض المقدّس» بحسب التسمية العبريّة للمنطقة.

## الحيّ عبر السنوات
- عام 1995 - نشرت لجنة التوجيه لتطوير السياحة في القدس مخطّطًا شاملًا لإقامة متحف أثريّ مفتوح في «وادي الملك».[1]
- عام 2000 - كتابة النسخة الأولى من خطّة حيّ البستان والّتي نُشرت لاحقًا عام 2004، حيث أُدرج الحيّ تحت تعريف «منطقة سكنيّة جديدة» وتوسّعًا لمنطقة سلوان. هذا التخطيط يأتي مشابهًا للتخطيطات الّتي اُقترحت في أحياء أخرى في القدس ومنها: العيسويّة، أبو طور، وادي قدوم، وجبل المكبّر. وهذه النسخة الوحيدة الّتي ذُكر فيها الحيّ على أنّه منطقة سكنيّة وليس منطقة مفتوحة.[6]
- عام 2004 - تشرين الثاني، أصدر «أوري شطريت»، مهندس بلديّة القدس، أمرًا بهدم البناء غير القانونيّ في «وادي الملك» وهو حيّ البستان. بحجّة الحفاظ على المنطقة منطقة عامّة مفتوحة كما عرّفها المخطّط ع.م\9 الصادر عام 1976.[1][3]
- عام 2005 - مطلع العام، بدأت بلديّة القدس بإصدار أوامر عدم وتوزيعها إلى سكان حيّ البستان، وهدمت بلديّة القدس بيتان تابعان لعائلتين في الحيّ.[1] تحرّكت جماهير سلوان في أعقاب هذا الهدم وهذه الأوامر وولّدت ضغطًا شعبيًا محليًا ودوليًا هائلًا، ممّا دفع رئيس البلديّة في ذلك الحين «أوري لوبليانسكي» إلى تأجيل المخطّط حيث أعلن عن السماح للمواطنين في حي البستان بمحاولة تأهيل بيوتهم قانونيًا.[1]
- عام 2006- قدّم أهل الحيّ مقترحًا لخارطة هيكليّة للحيّ، خُطّط له بالتعاون والتنسيق مع سلطات التخطيط. رغم ذلك، رفضت لجنة التخطيط اللوائية المخطّط عام 2009.[1]
- عام 2009- رفضت لجنة التخطيط اللوائيّة المخطّط المقترح بحجّة أهميّة الحفاظ على الحيّ كمنطقة مفتوحة، وهذا لـ3 أسباب ذكرتها اللجنة: الموقع الهامّ، وحساسيّة المنطقة المنظريّة، وقيمة المنطقة تاريخيًا وثقافيًا.[1][7] في ذات العام، عُرضت على أهل الحيّ إمكانية ترك منازلهم طواعيّة إلى بلدة بيت حنينا، ورفض السكّان هذا المقترح.[1]
- عام 2010- مطلع العام، قدّمت البلدية مخطّطًا جديدًا يحوي إقامة منتزه «حديقة الملك» في الحيّ بحيث يكون امتدادًا للحديقة الوطنيّة المبنيّة أيضًا على أراضي بلدة سلوان. وشمل المخطّط وصفًا مشابهًا للوصف الّذي اشتملت عليه قرية الفنّانين في حيفا الواقعة على أراضي قرية عين حوض المهجّرة، وفيها «مطاعم وورش للفنانين وحوانيت هدايا تذكاريّة وفنون محليّة وغيرها». اشتمل هذا المخطط على ضرورة هدم 22 بيتًا واقعًا غربيّ الحيّ من أجل تطوير الحديقة، وضرورة تأهيل المباني الموجودة شرقيّ الحيّ وهي تقريبًا 66 بيتًا.[1][8] في ذات العام قدّم أهل حيّ البستان مقترحًا آخر لخارطة هيكليّة للحي، ورٌفضت هي أيضًا في حزيران 2011 بحجّة عدم وجود إمكانية دفع خارطتين لذات المنطقة.[1]
- عام 2017- وُزّعت أوامر هدم مجدّدًا لعدد من البيوت، ومنها عائلة الرويضي والقاضي والشلودي والعباسي وحمدان.[4]